# ターリン・トーマス
ターリン・トーマス（Taryn Thomas、 1983年5月27日 - ）は、アメリカ合衆国のポルノ女優。ニュージャージー州出身。